# جيرارد سولفز
جيرارد سولفز (بالفرنسية: Gérard Solvès)‏ مواليد 7 أبريل 1968 في باريس، فرنسا، هو لاعب كرة مضرب فرنسي بدأ مسيرته كمحترف سنة 1993 يلعب باليد اليمنى. أعلى تصنيف له في الفردي كان المركز الـ 105 في سنة 1994. أعلى تصنيف له في الزوجي كان المركز الـ 340 في سنة 1994.

## روابط خارجية
- جيرارد سولفز على موقع رابطة محترفي التنس (الإنجليزية)
- جيرارد سولفز على موقع الاتحاد الدولي لكرة المضرب (الإنجليزية)
- جيرارد سولفز على موقع خلاصة التنس.كوم (الإنجليزية)